# Yussuf Poulsen
Yussuf Yurary Poulsen, né le 15 juin 1994 à Copenhague au Danemark, est un footballeur international danois d'origine tanzanienne qui évolue au poste d'attaquant au Hambourg SV.

## Biographie

### En club

#### Lyngby BK
Yussuf Poulsen signe son premier contrat avec le Lyngby BK en décembre 2009. Avant cela, il était passé par le centre de formation du BK Skjold. 
Au printemps 2012, Poulsen prolonge son contrat avec Lyngby. Le nouveau contrat court jusqu'à l'été 2014. Préalablement à l'extension de son contrat, il avait fait ses débuts dans la Superligaen le 4 décembre 2011, à l'occasion d'un match contre l'AC Horsens.
À l'automne 2012, Poulsen réalise de bonnes performances, il inscrit en effet un doublé face au club d'Hobro. Cela conduit à une offre du club allemand du VfB Stuttgart. Mais Poulsen choisit de rester à Lyngby afin de se concentrer sur ses études et sur son temps de jeu. Entre 2011 à 2013, Poulsen réalise 35 apparitions et marque 11 buts en championnat avec le Lyngby BK.

#### RB Leipzig
En juillet 2013, Poulsen signe un contrat de quatre ans avec le RB Leipzig. Le club évolue en 3. Liga.
En 2014, Poulsen et le RB Leipzig - où il cotoie alors le jeune espoir allemand Joshua Kimmich - sont promus en 2. Bundesliga.
Avec Leipzig, il dispute notamment en 2018, les quarts de finale de la Ligue Europa, face à l'Olympique de Marseille.
Lors de la saison 2018-2019, il réussit la performance d'inscrire 15 buts en Bundesliga. Il est notamment l'auteur d'un triplé lors de la réception du Hertha Berlin, le 30 mars 2019 (victoire 5-0).
Il offre la première place à la mi octobre 2020 par un but retentissant - volée arrivant dans le petit filet opposé - sur la pelouse du FC Augsbourg.
Le 3 juin 2023, Poulsen entre en jeu lors de la finale de la coupe d'Allemagne disputée par Leipzig face à l'Eintracht Francfort. Son équipe s'impose par deux buts à zéro et il remporte le trophée.

### En sélection
Poulsen joue pour toutes les équipes nationales danoises depuis la catégorie des moins de 16 ans. 
Avec les moins de 17 ans, il participe au championnat d'Europe des moins de 17 ans en 2011. Lors de cette compétition organisée en Serbie, il joue quatre matchs. Le Danemark s'incline en demi-finale face à l'Allemagne. Il dispute ensuite la Coupe du monde des moins de 17 ans qui se déroule au Mexique. Lors du mondial junior, il joue trois matchs. Avec un bilan d'un nul et deux défaites, le Danemark ne dépasse pas le premier tour de ce mondial.
Avec la sélection danoise espoirs, il inscrit quatre buts lors des éliminatoires de l'Euro espoirs, avec notamment un doublé face à la Bulgarie en novembre 2013. Il participe ensuite au championnat d'Europe espoirs 2015 organisé en Tchéquie. Le Danemark atteint les demi-finales de cette compétition, en étant éliminé par la Suède.
Le 31 janvier 2013, il fait ses débuts avec l'équipe nationale danoise lors d'un match amical contre le Mexique. Il entre en jeu sur le terrain en toute fin de rencontre, en remplacement de son coéquipier Andreas Cornelius.
Le 8 juin 2015, il délivre sa première passe décisive, en amical face au Monténégro (victoire 2-1). Cinq jours plus tard, Poulsen se met de nouveau en évidence, en inscrivant son premier but en faveur du Danemark, contre la Serbie, lors des éliminatoires de l'Euro 2016. Le Danemark l'emporte par 2 à 0. Il marque ensuite en novembre 2015 son second but contre la Suède, lors de ces mêmes éliminatoires.
Il marque ensuite en octobre 2016 un but contre la Pologne, lors d'un match des éliminatoires du mondial 2018. En juin 2018, juste avant le mondial, il marque un but en amical contre le Mexique. Par la suite, lors de la Coupe du monde organisée en Russie, il inscrit un nouveau but lors du premier match disputé contre le Pérou. Le Danemark s'incline en huitièmes de finale face à la Croatie, après une séance de tirs au but.
Après le mondial, Poulsen participe aux éliminatoires de l'Euro 2020. À cette occasion, il inscrit deux buts, contre la Géorgie et la Suisse. Convoqué pour disputer l'Euro 2020, il inscrit deux buts : face à la Belgique et face à la Russie au premier tour. 
Le 14 novembre 2022, il est sélectionné par Kasper Hjulmand pour participer à la Coupe du monde 2022.
Le 30 mai 2024, Poulsen figure dans la liste des 26 joueurs danois retenus par Kasper Hjulmand pour participer à l'Euro 2024,.

## Buts internationaux
| Buts internationaux de Yussuf Poulsen | Buts internationaux de Yussuf Poulsen | Buts internationaux de Yussuf Poulsen | Buts internationaux de Yussuf Poulsen | Buts internationaux de Yussuf Poulsen | Buts internationaux de Yussuf Poulsen | Buts internationaux de Yussuf Poulsen |
|                                       | Date                                  | Lieu                                  | Adversaire                            | Résultat                              | Compétition                           |                                       |
| ------------------------------------- | ------------------------------------- | ------------------------------------- | ------------------------------------- | ------------------------------------- | ------------------------------------- | ------------------------------------- |
| 1er                                   | 13 juin 2015                          | Parken Stadium, Copenhague, Danemark  | Serbie                                | V 2-0                                 | Éliminatoires de l'Euro 2016          |                                       |
| 2e                                    | 17 novembre 2015                      | Parken Stadium, Copenhague, Danemark  | Suède                                 | N 2-2                                 | Éliminatoires de l'Euro 2016          |                                       |
| 3e                                    | 8 octobre 2016                        | Stade national de Varsovie, Pologne   | Pologne                               | D 2-3                                 | Élim. Coupe du monde 2018             |                                       |
| 4e                                    | 9 juin 2018                           | Brøndby Stadion, Danemark             | Mexique                               | V 2-0                                 | Match amical                          |                                       |
| 5e                                    | 16 juin 2018                          | Mordovia Arena, Saransk, Russie       | Pérou                                 | V 1-0                                 | Coupe du monde 2018                   |                                       |

## Statistiques
| Saison                | Club                  | Championnat           | Championnat | Championnat | Coupe(s) nationale(s) | Coupe(s) nationale(s) | Compétition(s) continentale(s) | Compétition(s) continentale(s) | Compétition(s) continentale(s) | Danemark | Danemark | Total | Total |
| Saison                | Club                  | Division              | M.          | B.          | M.                    | B.                    | Comp.                          | M.                             | B.                             | M.       | B.       | M.    | B.    |
| 2011-2012             | Lyngby BK             | Superligaen           | 5           | 0           | 0                     | 0                     | -                              | -                              | -                              | -        | -        | 5     | 0     |
| 2012-2013             | Lyngby BK             | 1.Division            | 30          | 11          | 2                     | 0                     | -                              | -                              | -                              | 1        | 0        | 33    | 11    |
| Sous-total            | Sous-total            | Sous-total            | 35          | 11          | 2                     | 0                     | -                              | -                              | -                              | 1        | 0        | 38    | 11    |
| 2013-2014             | RB Leipzig            | 3.Liga                | 36          | 10          | 1                     | 0                     | -                              | -                              | -                              | -        | -        | 37    | 10    |
| 2014-2015             | RB Leipzig            | 2.Bundesliga          | 29          | 11          | 3                     | 1                     | -                              | -                              | -                              | 5        | 1        | 37    | 13    |
| 2015-2016             | RB Leipzig            | 2. Bundesliga         | 32          | 7           | 2                     | 0                     | -                              | -                              | -                              | 8        | 1        | 42    | 8     |
| 2016-2017             | RB Leipzig            | Bundesliga            | 30          | 5           | 1                     | 0                     | -                              | -                              | -                              | 7        | 1        | 38    | 6     |
| 2017-2018             | RB Leipzig            | Bundesliga            | 30          | 4           | 2                     | 1                     | C1+C3                          | 4+5                            | 0+0                            | 11       | 2        | 52    | 7     |
| 2018-2019             | RB Leipzig            | Bundesliga            | 31          | 15          | 6                     | 2                     | C3                             | 8                              | 2                              | 8        | 1        | 53    | 20    |
| 2019-2020             | RB Leipzig            | Bundesliga            | 22          | 5           | 3                     | 0                     | C1                             | 8                              | 0                              | 4        | 1        | 37    | 6     |
| 2020-2021             | RB Leipzig            | Bundesliga            | 27          | 5           | 6                     | 5                     | C1                             | 8                              | 1                              | 16       | 3        | 57    | 14    |
| 2021-2022             | RB Leipzig            | Bundesliga            | 25          | 6           | 3                     | 1                     | C1+C3                          | 4+5                            | 0                              | 9        | 1        | 46    | 8     |
| 2022-2023             | RB Leipzig            | Bundesliga            | 19          | 2           | 4                     | 2                     | C1                             | 5                              | 0                              | 1        | 0        | 29    | 4     |
| 2023-2024             | RB Leipzig            | Bundesliga            | 28          | 5           | 2                     | 0                     | C1                             | 7                              | 0                              | 14       | 2        | 51    | 7     |
| 2024-2025             | RB Leipzig            | Bundesliga            | 22          | 2           | 1                     | 2                     | C1                             | 6                              | 1                              | 3        | 1        | 32    | 6     |
| Sous-total            | Sous-total            | Sous-total            | 331         | 78          | 34                    | 14                    | -                              | 60                             | 4                              | 86       | 14       | 511   | 110   |
| Total sur la carrière | Total sur la carrière | Total sur la carrière | 366         | 87          | 36                    | 14                    | -                              | 60                             | 4                              | 87       | 14       | 549   | 119   |

## Palmarès

### En club
|  |  | RB Leipzig - Bundesliga - Vice-champion : 2017 - Coupe d'Allemagne - Vainqueur en 2022 et 2023 - Finaliste en 2021 - Supercoupe d'Allemagne : - Vainqueur : 2023. |

## Vie privée
Poulsen est le fils d'un père tanzanien et d'une mère danoise. Son père est décédé d'un cancer alors que Yussuf avait seulement 6 ans.